# Revolta de Klaipėda
A Revolta de Klaipėda ocorreu em janeiro de 1923 na Região de Klaipėda (também conhecida como Território de Memel ou Memelland). A região, localizada ao norte do rio Neman, foi separada da Prússia Oriental, Império Alemão pelo Tratado de Versalhes e tornou-se um mandato da Liga das Nações. Foi colocado sob administração provisória francesa até que uma solução mais permanente pudesse ser encontrada. A Lituânia queria unir-se à região (parte da Lituânia Menor) devido à sua grande população de lituanos prussianos de língua lituana e ao importante porto de Klaipėda (Memel) - o único acesso viável ao Mar Báltico para a Lituânia. Como a Conferência dos Embaixadores era favorável a deixar a região como uma cidade livre, semelhante à Cidade Livre de Danzig, os lituanos organizaram e encenaram uma revolta.
Apresentada como uma revolta da população local, a revolta encontrou pouca resistência por parte da polícia alemã ou das tropas francesas. Os rebeldes estabeleceram uma administração pró-Lituana, que apresentou uma petição para se unir à Lituânia, citando o direito à autodeterminação. A Liga das Nações aceitou o facto consumado e a região de Klaipėda foi transferida como território autônomo para a República da Lituânia em 17 de fevereiro de 1923. Após prolongadas negociações, um acordo internacional formal, a Convenção de Klaipėda, foi assinado em maio de 1924. A convenção reconheceu formalmente a soberania da Lituânia na região e delineou a sua extensa autonomia legislativa, judicial, administrativa e financeira. A região permaneceu parte da Lituânia até março de 1939, quando foi transferida para a Alemanha Nazista após um ultimato alemão.

## Prelúdio

### Aspirações lituanas e polonesas

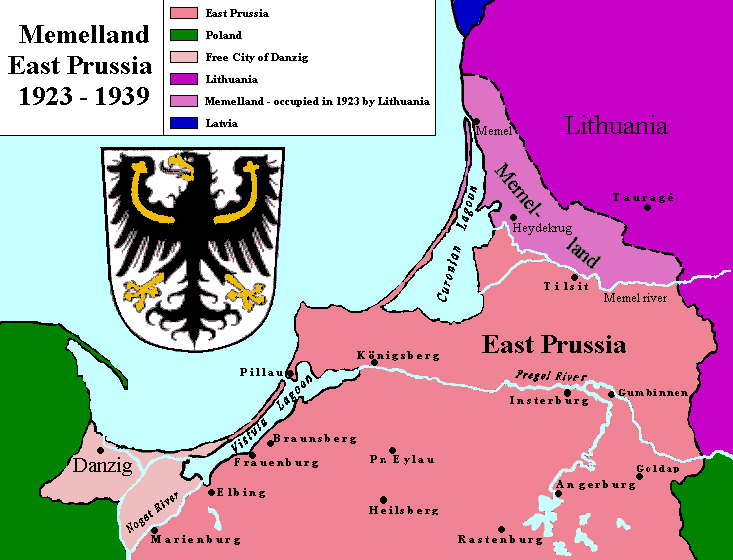
Mapa da Região de Klaipėda

A fronteira germano-lituana estava estável desde o Tratado de Melno em 1422.  No entanto, o norte da Prússia Oriental tinha uma população significativa de lituanos prussianos ou Lietuvninkai de língua lituana e era conhecida como Lituânia Menor. A região de Klaipėda cobriu 2.848km2, que incluía a Laguna da Curlândia de aproximadamente 412km2. De acordo com o Censo Prussiano de 1910, a cidade de Memel tinha 21.419 habitantes, dos quais 92% eram alemães e 8% eram lituanos, enquanto o campo era habitado por uma maioria lituana de 66%. Na região de Memel como um todo, os alemães constituíam 50,7% (71.191), os lituanos 47,9% (67.345) e a população bilíngue (composta principalmente por lituanos) - 1,4% (1.970).  De acordo com estatísticas contemporâneas de Fred Hermann Deu, 71.156 alemães e 67.259 lituanos prussianos viviam na região.  O censo realizado logo após a revolta demonstrou resultados ligeiramente diferentes em 1925. Registrou a população total da região em 141.000. A língua declarada foi usada para classificar os habitantes e, nesta base, 43,5% eram alemães, 27,6% eram lituanos e 25,2% eram "Klaipėdan" (Memeländisch) - aqueles que falavam lituano, mas se autodenominavam locais para distinguir de outras populações lituanas. Outras fontes fornecem a composição étnica entre guerras como 41,9% alemã, 27,1% Memeländisch e 26,6% lituana.
A ideia de unir a Lituânia Menor com a Lituânia surgiu durante o Renascimento Nacional Lituano no final do século XIX. Fazia parte da visão de consolidar todas as terras étnicas lituanas numa Lituânia independente.  Os ativistas também olharam para Klaipėda (Memel), um importante porto marítimo no Mar Báltico. Tornar-se-ia o único acesso de águas profundas da Lituânia ao mar e ter um porto era visto como uma necessidade económica para a auto-sustentabilidade. Em 30 de novembro de 1918, vinte e quatro ativistas prussianos-lituanos assinaram o Ato de Tilsit, expressando seu desejo de unir a Lituânia Menor com a Lituânia.  Com base nestas considerações, os lituanos solicitaram aos Aliados que anexassem toda a Lituânia Menor (não limitada à região de Klaipėda) à Lituânia.  No entanto, na altura, a Lituânia não foi oficialmente reconhecida pelas potências ocidentais e não foi convidada para quaisquer conferências do pós-guerra. A Lituânia foi reconhecida pelos Estados Unidos em julho de 1922 e pela maioria das potências ocidentais em dezembro de 1922. 
A Segunda República Polaca considerou a região de Klaipėda como uma possível compensação para Danzig. Após a Primeira Guerra Mundial, o Corredor Polaco forneceu acesso ao Mar Báltico, mas a Cidade Livre de Danzig não foi concedida à Polônia. No início de 1919, Roman Dmowski, o representante polaco na Conferência de Paz de Paris, fez campanha pela incorporação da região de Klaipėda na Lituânia, que então entraria numa união com a Polónia (ver Linha de Dmowski e Federação Międzymorze).  A fórmula polaca era Klaipėda para a Lituânia, Lituânia para a Polônia.  Até que a união polaco-lituana pudesse ser concretizada, Klaipėda seria colocada sob a administração temporária dos Aliados. Embora tal união tivesse uma tradição histórica na Comunidade Polaco-Lituana, a Lituânia recusou categoricamente quaisquer propostas deste tipo. O agravamento das relações polaco-lituana levou à Guerra Polaco-Lituana e à disputa pela região de Vilnius. No entanto, a ideia da união foi recebida favoravelmente na Europa Ocidental. Em dezembro de 1921, a Polónia enviou Marceli Szarota como novo enviado à região. Devido à sua iniciativa, a Polónia e Klaipėda assinaram um acordo comercial em abril de 1922.  Além disso, a Polônia tentou estabelecer a sua presença económica através da compra de propriedades, do estabelecimento de empresas e do estabelecimento de ligações com o porto. 

### Administração francesa

Alemanha depois de Versalhes:
Administrado pela Liga das Nações
Anexado ou transferido para países vizinhos pelo tratado, ou posteriormente por meio de plebiscito e ação da Liga das Nações
Alemanha de Weimar

Influenciados pelas propostas polacas, os Aliados tiveram em conta a região de Klaipėda ao assinarem o tratado de paz com a Alemanha. De acordo com o artigo 28 do Tratado de Versalhes, com vigência em 10 de janeiro de 1920, as terras ao norte do rio Neman foram separadas do Império Alemão e, de acordo com o artigo 99, foram colocadas sob mandato da Liga das Nações.  Os franceses concordaram em tornar-se administradores temporários da região, enquanto os britânicos recusaram.  As primeiras tropas francesas, o  21º Batalhão de Caçadores à Pied de Chasseurs Alpins sob o comando do General  Dominique Joseph Odry,  chegou em 10 de fevereiro de 1920.  Os alemães entregaram oficialmente a região em  de fevereiro. Dois dias depois, o General Odry estabeleceu uma Direcção de sete membros – a principal instituição governamental. Após protestos lituanos, dois representantes prussianos-lituanos foram admitidos na Direcção, aumentando o seu tamanho para nove membros.  Em 8 de junho de 1920, a França nomeou  Gabriel Petisné como chefe da administração civil na região de Klaipėda.  Petisné mostrou preconceito anti-lituano  e foi favorável à ideia de uma cidade livre.  O General Odry renunciou em 1º de maio de 1920, deixando Petisné o oficial de mais alta patente na região. 
O primeiro-ministro francês e presidente da Conferência de Paz de Paris, Georges Clemenceau, comentou que a região de Klaipėda não estava ligada à Lituânia porque ainda não tinha recebido o reconhecimento de jure.  Os lituanos aproveitaram esta declaração e continuaram a fazer campanha pelos seus direitos na região, acreditando que, uma vez que recebessem o reconhecimento internacional, a região deveria ser deles. Como a mediação do conflito polaco-lituano sobre a região de Vilnius pela Liga das Nações não levava a lado nenhum, a região de Klaipėda tornou-se uma importante moeda de troca. Já em 1921, foram feitas ofertas implícitas "Klaipėda-for-Vilnius".  Em Março de 1922, os britânicos fizeram uma oferta concreta e explícita: em troca do reconhecimento das reivindicações polacas sobre Vilnius, a Lituânia receberia o reconhecimento de jure, a região de Klaipėda e ajuda económica.  Os lituanos rejeitaram a proposta porque não estavam dispostos a desistir de Vilnius. Após a rejeição, as atitudes francesas e britânicas voltaram-se contra a Lituânia e passaram a favorecer a solução de cidade livre (Freistadt como a Cidade Livre de Danzig).  Assim, os lituanos poderiam esperar por uma decisão desfavorável ou poderiam tomar a região e apresentar um facto consumado. 

## Preparativos

### Decisão

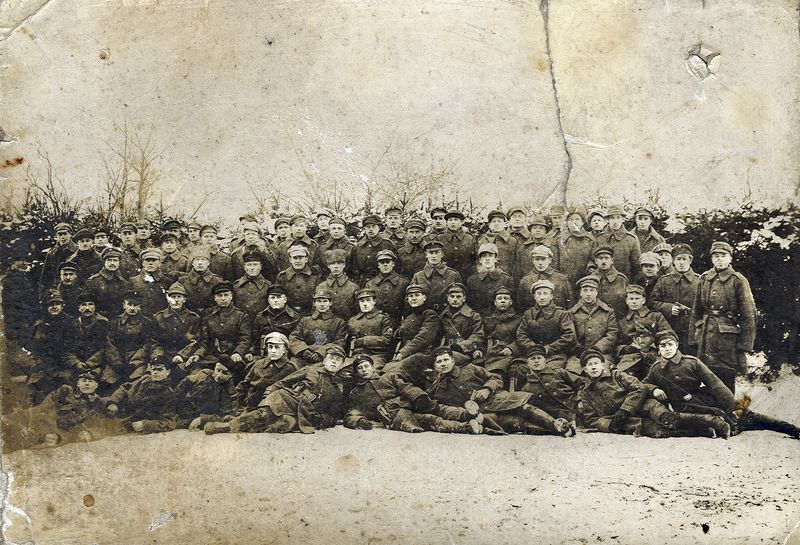
Participantes da Revolta de Klaipėda em Klaipėda, Lituânia, 1923

De 3 a 4 de novembro de 1922, uma delegação de lituanos prussianos defendeu, sem sucesso, o caso lituano na Conferência dos Embaixadores. Esse fracasso tornou-se o ímpeto para organizar o levante.  Durante uma sessão secreta em 20 de novembro de 1922, o governo lituano decidiu organizar a revolta.  Reconheceram que os esforços diplomáticos através da Liga das Nações ou da Conferência dos Embaixadores foram infrutíferos e que as medidas económicas para convencer os habitantes em direcção à Lituânia eram demasiado caras e ineficazes na diplomacia internacional.  O general Silvestras Žukauskas afirmou que o exército lituano poderia desarmar o pequeno regimento francês e tomar a região em 24 horas.  No entanto, uma acção militar directa contra a França era demasiado perigosa, tanto no sentido militar como diplomático. Portanto, foi decidido encenar uma revolta local, usando o exemplo da Revolta de Żeligowski em outubro de 1920. 
Os preparativos ficaram nas mãos do primeiro-ministro Ernestas Galvanauskas. Embora ele tenha delegado tarefas específicas, o grande plano foi mantido em segredo até mesmo do Primeiro Seimas ou do Ministério das Relações Exteriores e, portanto, muito poucos lituanos compreenderam todo o papel do governo na revolta.  Assim, o principal crédito pela organização da revolta é por vezes atribuído a Vincas Krėvė-Mickevičius, presidente da União dos Fuzileiros Lituanos, que forneceu a mão-de-obra.  Galvanauskas planejou apresentar a revolta como uma verdadeira revolta da população local contra o seu Diretório Alemão e não contra a administração francesa ou aliada. Tal plano foi concebido para desviar os protestos aliados do governo lituano e para explorar o sentimento anti-alemão na Europa.  Galvanauskas teve o cuidado de esconder quaisquer ligações entre os rebeldes e o governo lituano para que, se a revolta falhasse, pudesse culpar os fuzileiros e os rebeldes, absolvendo o governo de qualquer responsabilidade. Galvanauskas alertou que todos os envolvidos poderiam estar sujeitos a processos criminais se isso fosse necessário para o prestígio da Lituânia. 

### Campanhas de propaganda

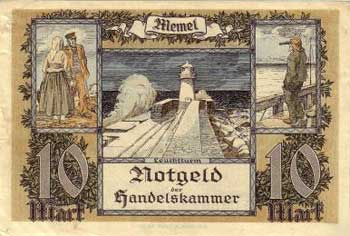
Dinheiro de emergência (notgeld) emitido na região de Klaipėda em 1922 para combater a inflação

A população local estava envolvida no cabo de guerra político entre a Alemanha, a Lituânia e a cidade livre. A reunião com a Alemanha era uma impossibilidade política, mas os alemães locais desejavam preservar o seu domínio político e cultural na região.  Embora os lituanos prussianos falassem a língua lituana, eles desenvolveram sua própria identidade complexa, incluindo uma religião diferente (luteranos em oposição aos lituanos católicos romanos). Os lituanos eram vistos como um povo económico e culturalmente atrasado.  Os agricultores e os trabalhadores da indústria temiam que os produtos e a mão-de-obra mais baratos da Lituânia destruíssem os seus meios de subsistência.  Portanto, a ideia de uma cidade livre ganhava força. No final de 1921, a Arbeitsgemeinschaft für den Freistaat Memel (Sociedade para o Estado Livre Memel) coletou 54.429 assinaturas de um total de 71.856 residentes elegíveis (75,7%) em apoio ao estado livre. 

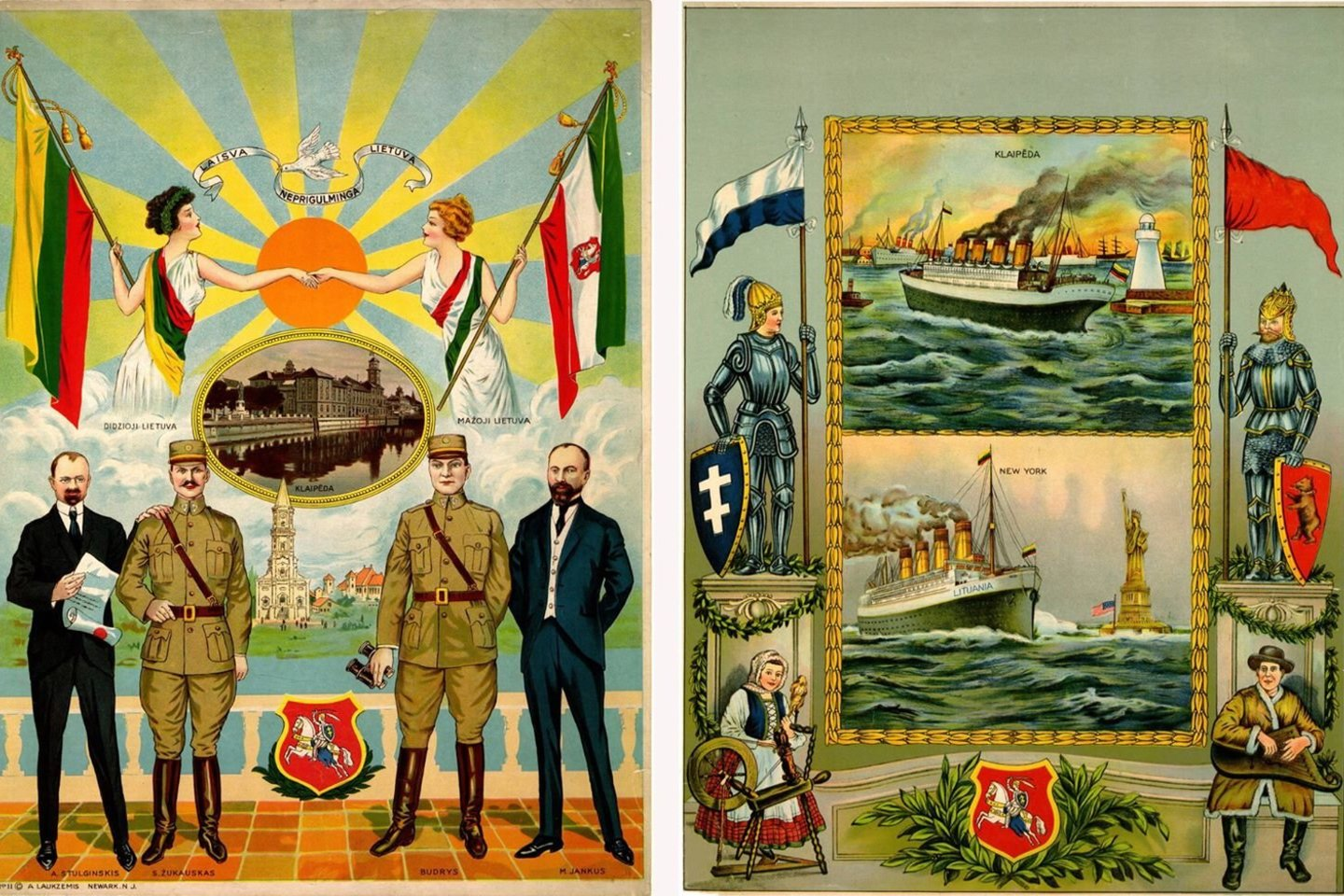
Dois cartazes lituanos: o da esquerda retrata a unificação da Lituânia propriamente dita e da Lituânia Menor, enquanto o da direita retrata a ligação do Porto de Klaipėda com a cidade de Nova Iorque

Portanto, mesmo antes da decisão de organizar a revolta, a Lituânia tentou maximizar a sua influência e atrair apoiantes na região. A Lituânia restringiu o seu comércio para demonstrar a dependência económica da região, uma vez que não produzia alimentos suficientes.  A situação económica complicou-se ainda mais com o início da hiperinflação do marco alemão, que a região utilizava como moeda. A causa lituana também foi apoiada pelos industriais, que esperavam mão-de-obra barata e matérias-primas da Lituânia.  Os lituanos também se envolveram em intensa propaganda.  Eles estabeleceram e financiaram organizações pró-Lituanas e adquiriram interesse na imprensa local. Muitas destas atividades foram coordenadas pelo enviado lituano Jonas Žilius, que recebeu 500.000 marcos alemães para tais fins.  O banqueiro Jonas Vailokaitis doou US$ 12.500 pela causa e prometeu outros US$ 10.000, se necessário.  Apoio adicional foi fornecido por lituanos-americanos, incluindo Antanas Ivaškevičius (Ivas) e Andrius Martusevičius (Martus).  Durante várias semanas antes da revolta, a imprensa local noticiou alegados planos polacos para a região. Isto foi concebido para fortalecer o sentimento anti-polaco e pintar a Lituânia como uma solução mais favorável.  Parece que estas ações tiveram o resultado pretendido e a opinião pública deslocou-se para a Lituânia. 

### Diplomacia internacional
A Alemanha entendeu que a região não seria reanexada. Portanto, favoreceram o menor dos dois males e apoiaram tacitamente os interesses da Lituânia.  A República de Weimar via a Polônia e a França como os seus principais inimigos, enquanto a Lituânia era mais neutra. Além disso, quando a Alemanha restaurasse o seu poder, seria muito mais fácil recapturar a região da Lituânia, mais fraca, do que da Polónia, maior.  Já em 22 de fevereiro de 1922, os alemães informaram oficiosamente aos lituanos que não se opunham à ação lituana em Klaipėda e que, compreensivelmente, tal posição nunca seria oficialmente declarada.  Tais atitudes foram posteriormente confirmadas noutras comunicações não oficiais germano-lituanas e mesmo durante a revolta, quando Berlim instou os alemães locais a não impedirem os planos lituanos. 
Quando os Aliados consideraram transformar Klaipėda numa cidade livre como Danzig, o Ministro dos Negócios Estrangeiros polaco Konstanty Skirmunt acreditou que tal cidade livre prejudicaria o interesse polaco ao permitir que a Alemanha mantivesse a sua influência na região. Em vez disso, Skirmunt apoiou a transferência da região para a Lituânia se a Polónia garantisse o comércio irrestrito através do rio Neman e do porto.  Ao mesmo tempo, a Polónia estava preocupada com outras questões (assassinato do presidente Gabriel Narutowicz, crise económica, disputas territoriais na Silésia, relações tensas com a Rússia Soviética) e prestou menos atenção a Klaipėda.  A Lituânia entendeu que uma ação militar contra o interesse polaco na região poderia retomar a Guerra Polaco-Lituana.  Para contrariar a esperada reacção da Polónia e da França, os lituanos procuraram um aliado na Rússia Soviética, que se opunha a um Estado polaco forte. Em 29 de novembro, Ministro das Relações Exteriores soviético, Georgy Chicherin, fez uma breve parada em Kaunas a caminho de Berlim.  Numa conversa com Galvanauskas, Chicherin expressou apoio aos planos lituanos em Klaipėda e declarou que a Rússia Soviética não permaneceria passiva se a Polónia agisse contra a Lituânia. 
Em 18 de dezembro de 1922, uma comissão da Conferência dos Embaixadores marcou a apresentação de uma proposta para o futuro da região em 10 de janeiro de 1923.  Embora o conteúdo da proposta só fosse conhecido depois do início da revolta, os lituanos esperavam que a decisão fosse contra os seus interesses e aceleraram os preparativos. Na verdade, o comité propôs a criação de uma cidade livre (uma região autónoma sob a Liga das Nações) ou a transferência da região para a Lituânia, caso concordasse com uma união com a Polónia.  Janeiro de 1923 também foi conveniente, pois a França estava distraída com a ocupação do Ruhr e a Europa temia a eclosão de outra guerra. A situação interna na Lituânia também era favorável: Galvanauskas, como primeiro-ministro, tinha amplos poderes enquanto o Primeiro Seimas estava num impasse e a eleição do presidente Aleksandras Stulginskis, que se opôs fortemente à revolta, foi contestada. 

## Revolta

### Ações políticas

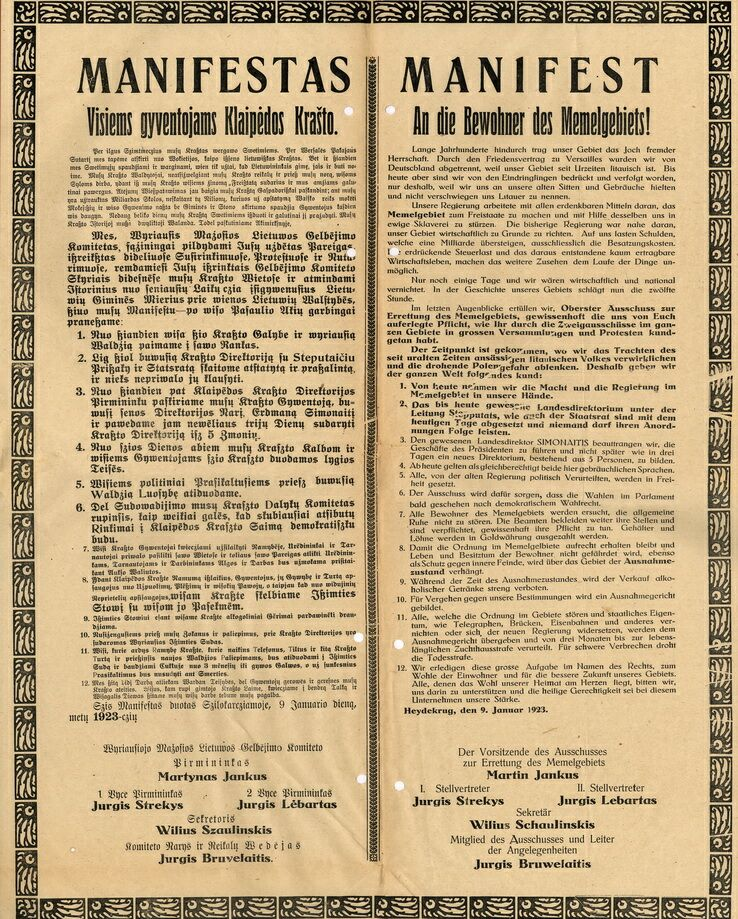
Manifesto bilíngue de 9 de janeiro de 1923, pelo qual o SCSLM se autoproclama o único poder governante da região

No final de 1922, activistas lituanos foram enviados a várias cidades e aldeias para proferir discursos patrióticos  e organizar uma série de Comités pró-Lituanos para a Salvação da Lituânia Menor. Em 18 de dezembro de 1922, o Comitê Supremo para a Salvação da Lituânia Menor (SCSLM), presidido por Martynas Jankus, foi estabelecido em Klaipėda para unir todos esses comitês.  Deveria liderar a revolta e mais tarde organizar um regime pró-lituano na região. De acordo com o depoimento de Jankus à Conferência de Embaixadores em março de 1923, até 8.000–10.000 pessoas (5–7% da população) estavam unidas em torno do Comitê antes de 10 de janeiro de 1923.  Em 3 de janeiro de 1923, um congresso das comissões autorizou o SCSLM a representar os interesses dos habitantes de toda a região. Porém, na altura a organização era apenas um nome e além de emitir diversas declarações não tinha outra actividade. Alguns dos seus membros admitiram que só tomaram conhecimento do seu papel no SCSLM após a revolta.  No dia 7 de janeiro, o SCSLM publicou uma proclamação, Broliai Šauliai!, alegando que os lituanos foram perseguidos por estrangeiros, declarando a sua determinação em pegar em armas para se livrar da "escravidão" e implorando ajuda à União dos Fuzileiros Lituanos. Este se tornou o pretexto oficial para os fuzileiros entrarem na região no dia 9 de janeiro. 
Em 9 de janeiro, o SCSLM declarou que, com base na autorização de outros comitês de salvação para representar todos os habitantes da região, o SCSLM usurpou todo o poder na região, dissolveu a Diretoria, presidida por Vilius Steputaitis (Wilhelm Stepputat), e autorizou Erdmonas Simonaitis formará uma nova Diretoria de cinco membros dentro de 3 dias.  A declaração também previa que as línguas alemã e lituana recebessem o mesmo estatuto de línguas oficiais da região, todos os presos políticos deveriam ser libertados e a lei marcial seria decretada.  Além desta declaração, o Comité emitiu um apelo francês aos soldados franceses, no qual eles, como "lutadores pelas nobres ideias de liberdade e igualdade", foram convidados a não lutar contra a "vontade e conquistas da nação lituana". Em 13 de janeiro, Simonaitis formou um novo Diretório pró-Lituano, que incluía Vilius Gaigalaitis, Martynas Reizgys, Jonas Toleikis e Kristupas Lekšas.  Em 19 de Janeiro, representantes dos Comités para a Salvação da Lituânia Menor reuniram-se em Šilutė (Heydekrug) e aprovaram uma declaração de cinco pontos, pedindo que a região fosse incorporada como um distrito autónomo na Lituânia. O documento foi assinado por cerca de 120 pessoas. A autonomia da região estendeu-se à tributação local, educação, religião, sistema judiciário, agricultura e serviços sociais.  No dia 24 de janeiro, o Primeiro Seimas (parlamento da Lituânia) aceitou a declaração formalizando assim a incorporação da Região de Klaipėda. Antanas Smetona foi enviado como enviado principal à região.

### Ações militares

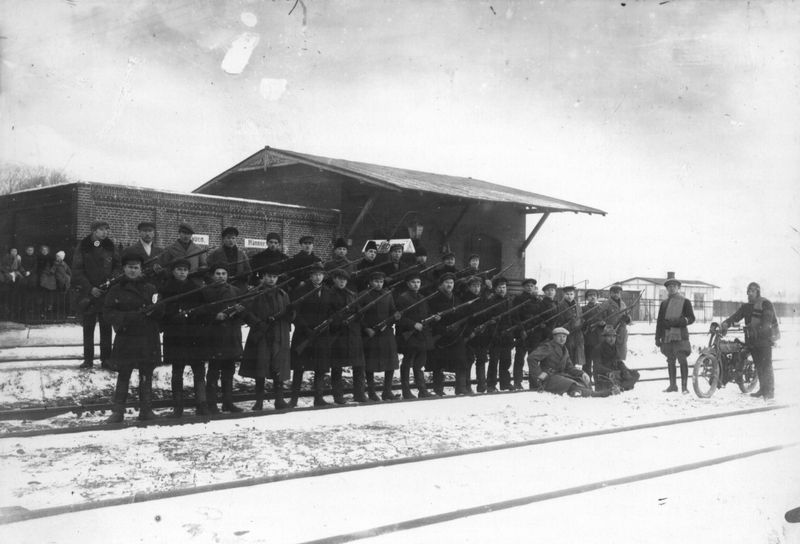
Rebeldes lituanos na estação ferroviária de Rimkai

Galvanauskas alistou a União dos Fuzileiros Lituanos paramilitares para fornecer mão de obra para a revolta. Vincas Krėvė-Mickevičius, presidente do sindicato, acreditava que a ideia de organizar a revolta se originou dentro da organização e Galvanauskas apenas aprovou tacitamente o plano enquanto distanciava cuidadosamente o governo dos rebeldes. Em dezembro de 1922, Krėvė-Mickevičius reuniu-se com o comandante do Reichswehr, Hans von Seeckt, e foi-lhe garantido que o exército alemão não interferiria nos planos lituanos na região.  Krėvė-Mickevičius comprou barato 1.500 armas, cinco metralhadoras leves e 1,5 milhão de cartuchos de munição dos alemães.  A ação militar foi coordenada pelo oficial da contra-espionagem lituana e ex-coronel russo Jonas Polovinskas, que mudou seu nome para Jonas Budrys, que soava mais lituano prussiano.  Mais tarde, toda a sua equipe mudou seus sobrenomes para soarem mais como lituanos prussianos.  De acordo com as memórias de Steponas Darius, a revolta foi inicialmente marcada para a noite do Ano Novo, mas o governo lituano desistiu com base num relatório negativo da inteligência.  Os apoiantes da revolta reuniram-se em Kaunas e convenceram o governo a prosseguir. O atraso prejudicou a missão, pois o segredo poderia ter vazado para os Aliados. 
A revolta começou em 10 de janeiro de 1923. Chegando em trens a Kretinga e Tauragė, 1.090 voluntários (40 oficiais, 584 soldados, 455 fuzileiros, três escriturários, dois médicos, seis ordenanças) cruzaram a fronteira para a região.  Entre eles estavam Steponas Darius e Vladas Putvinskis. Eles usavam roupas civis e tinham uma braçadeira verde com as letras MLS para Mažosios Lietuvos sukilėlis ou Mažosios Lietuvos savanoris (rebelde/voluntário da Lituânia Menor). Cada homem tinha um rifle e 200 balas;  os rebeldes tinham um total de 21 metralhadoras leves, quatro motocicletas, três carros e 63 cavalos.  Na esperança de negociar uma retirada pacífica dos franceses e evitar quaisquer baixas, o tiroteio foi permitido apenas como último recurso de autodefesa.  Galvanauskas ordenou comportamento perfeito (educação, sem pilhagem, sem bebidas alcoólicas, sem discursos políticos) e sem identificação lituana (sem documentos lituanos, dinheiro, tabaco ou caixas de fósforos).  Na região de Klaipėda, estes homens foram recebidos por cerca de 300 voluntários locais,  embora o historiador lituano Vygandas Vareikis contestasse a veracidade desta afirmação.  Mais homens locais juntaram-se quando os rebeldes chegaram às cidades.  Os rebeldes encontraram pouca resistência, mas enfrentaram o frio do inverno, a falta de transporte e de suprimentos básicos  (não receberam comida ou roupas, mas receberam uma ajuda diária de 4.000 marcos alemães). 

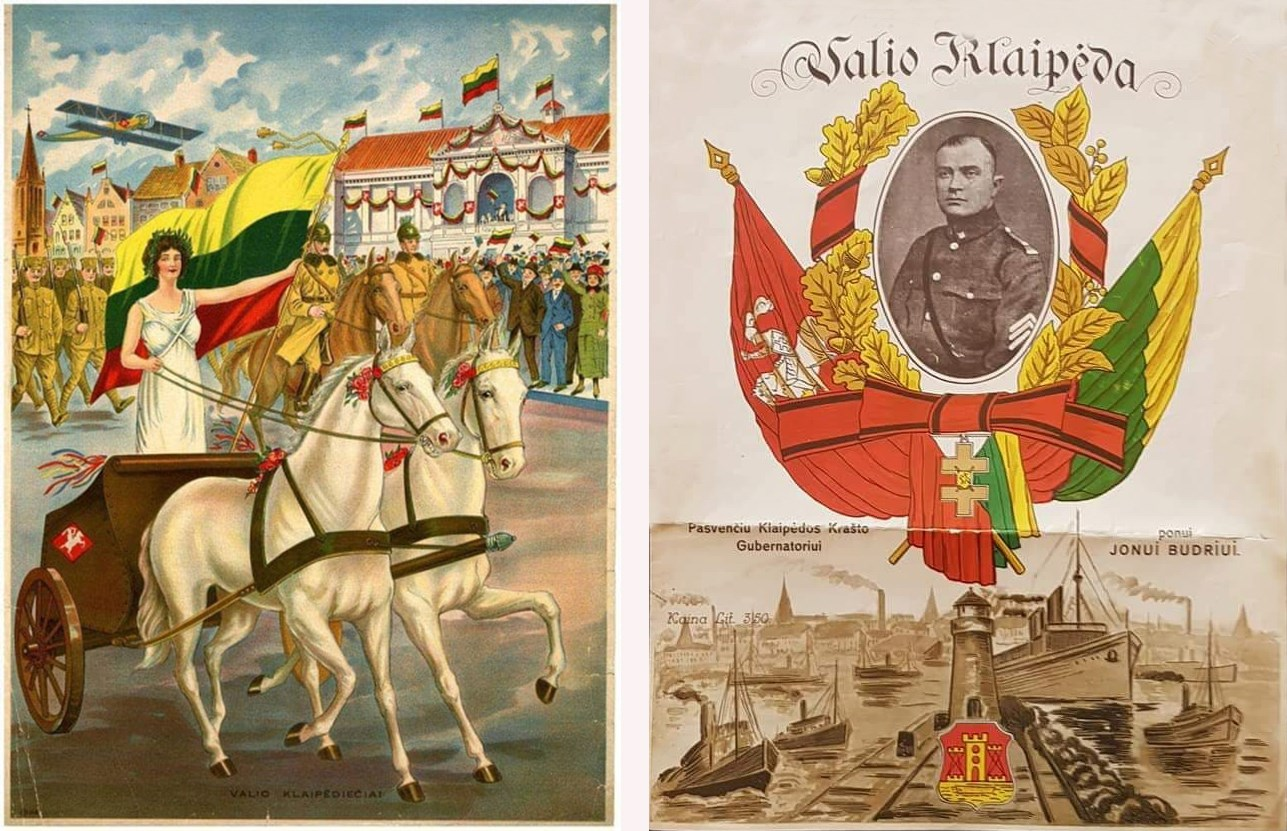
Cartazes lituanos dedicados ao desfile militar lituano em frente ao Teatro Dramático Klaipėda (à esquerda) e a Jonas Budrys, o líder militar da Revolta de Klaipėda (à direita)

O contingente foi dividido em três grupos armados. O primeiro e mais forte grupo (530 homens comandados pelo major Jonas Išlinska, codinome Aukštuolis) recebeu ordem de tomar Klaipėda. O segundo grupo (443 homens liderados pelo capitão Mykolas Kalmantavičius, codinome Bajoras) foi enviado para capturar Pagėgiai (Pogegen) e proteger a fronteira com a Alemanha e o terceiro (103 homens liderados pelo major Petras Jakštas, codinome Kalvaitis) para Šilutė (Heydekrug).  Em 11 de janeiro, as forças pró-Lituanas controlavam a região, exceto a cidade de Klaipėda. O administrador francês Pestiné recusou-se a render-se e os combates por Klaipėda eclodiram em 15 de janeiro. A cidade foi defendida por 250 soldados franceses, 350 policiais alemães e 300 voluntários civis.  Após um breve tiroteio, um cessar-fogo foi assinado por Pestiné e Budrys e os soldados franceses foram internados nos seus quartéis.  Durante os combates, 12 insurgentes, dois soldados franceses e um policial alemão foram mortos.  Segundo fontes alemãs, um soldado francês morreu e dois ficaram feridos.  Em 16 de janeiro, o navio polonês Komendant Piłsudski entrou no porto de Klaipėda transportando o coronel Eugène Trousson, membro da missão militar francesa na Polônia, e reforços para as tropas francesas.  No entanto, o navio logo partiu quando o combate terminou e o cessar-fogo entrou em vigor. De 17 a 18 de janeiro, o cruzador britânico HMS Caledon e dois torpedeiros franceses, Algérien e Senégalais, chegaram a Klaipėda. O cruzador francês Voltaire estava a caminho.  Os lituanos começaram a organizar um exército local, que incluía 317 homens até 24 de janeiro. Os homens foram atraídos por um emprego garantido de seis meses e um salário de duas litas por dia. 

## Reações e consequências

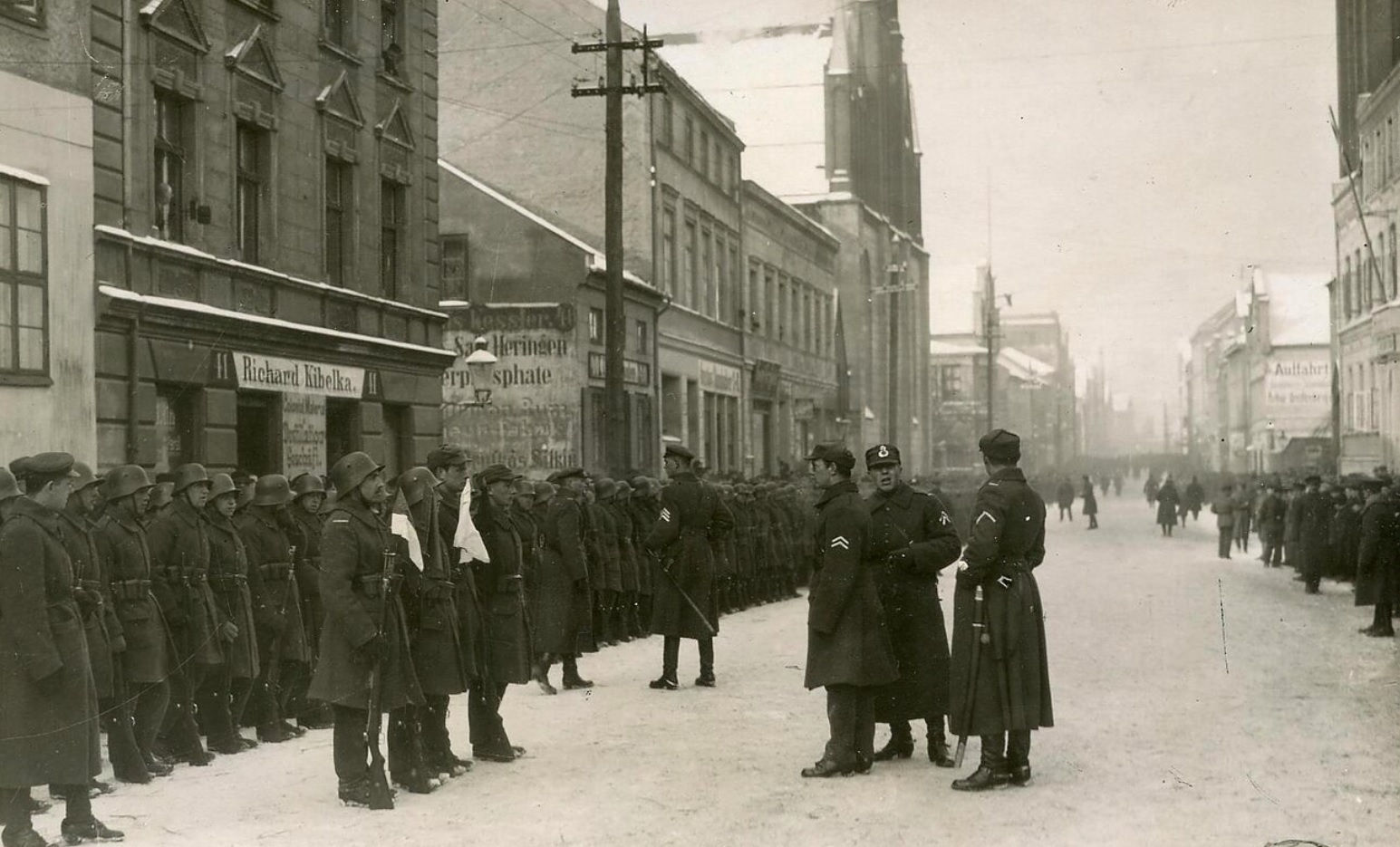
Desfile de voluntários lituanos após a revolta de Klaipėda

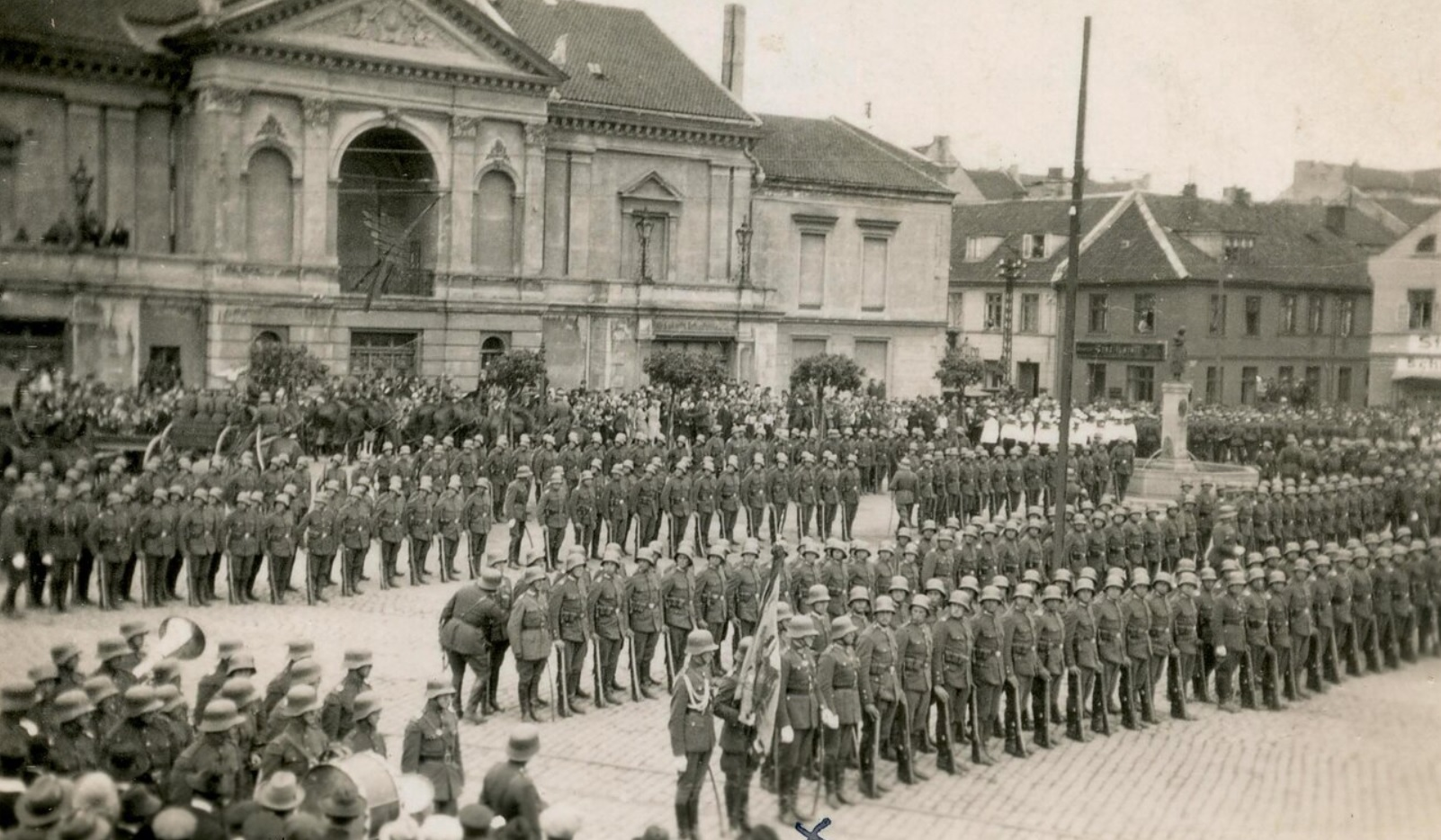
Desfile do Exército Lituano na Praça do Teatro Klaipėda em 1923

A França protestou contra as acções lituanas e emitiu ameaças militares directas exigindo o regresso ao status quo ante bellum. A Grã-Bretanha protestou, mas absteve-se de ameaças.  Suspeitava-se que a Lituânia tinha apoio soviético, o que significava que se a França ou a Polónia iniciassem uma resposta militar, a Rússia Soviética interviria, possivelmente causando outra guerra. A Polónia protestou, mas também temeu repercussões mais amplas. Oferecia assistência militar, mas apenas se a França e a Grã-Bretanha aprovassem.  Em 17 de janeiro de 1923, a Conferência dos Embaixadores decidiu enviar uma comissão especial, liderada pelo francês Georges Clinchant. A comissão com um punhado de tropas aliadas chegou em 26 de janeiro e quase imediatamente exigiu que os rebeldes se retirassem da região, ameaçando usar a força, mas recuou rapidamente.  Em 29 de janeiro, os Aliados rejeitaram a proposta de enviar tropas para reprimir a revolta.  A França queria restaurar a sua administração, mas a Grã-Bretanha e a Itália apoiaram a transferência da região para a Lituânia. Em 2 de Fevereiro, os Aliados apresentaram um ultimato severamente formulado exigindo a retirada de todos os rebeldes da região, a dissolução de quaisquer forças armadas, da Direcção de Steponaitis e do Comité Supremo para a Salvação da Lituânia Menor. 
Ao mesmo tempo, a Liga tomava a sua decisão final relativamente à amarga disputa territorial sobre a região de Vilnius entre a Polônia e a Lituânia. No dia 3 de fevereiro, a Liga decidiu dividir os 6 km (3.7 mi) ampla zona neutra, estabelecida após o motim de Żeligowski em novembro de 1920.  Apesar dos protestos lituanos, a divisão da zona neutra prosseguiu em 15 de fevereiro  Nestas circunstâncias, a Liga decidiu por uma troca não oficial: a Lituânia receberia a Região de Klaipėda pela perdida Região de Vilnius.  Em 4 de fevereiro, o ultimato aliado foi substituído por uma nota diplomática solicitando que a transferência da região de Klaipėda fosse ordenada e não coagida.  No dia 11 de Fevereiro, os Aliados chegaram a agradecer à Lituânia pela resolução pacífica da crise.  Para apaziguar ainda mais a Liga, a Diretoria dos Simonaitis foi dissolvida em 15 de fevereiro. Viktoras Gailius formou uma Diretoria provisória de cinco membros, que incluía dois alemães e três lituanos prussianos.  Em 17 de fevereiro, a Conferência transferiu a região para a Lituânia sob diversas condições a serem posteriormente formalizadas na Convenção de Klaipėda: a região receberia autonomia, a Lituânia compensaria os custos de administração dos Aliados e assumiria as responsabilidades alemãs de reparações de guerra, e o rio Neman seria ser internacionalizado.  A Lituânia aceitou e assim a revolta foi legitimada.  Os navios franceses e britânicos deixaram o porto em 19 de fevereiro 

Inicialmente, a Convenção de Klaipėda proposta reservava amplos direitos à Polónia para aceder, utilizar e governar o porto de Klaipėda.  Isto era completamente inaceitável para a Lituânia, que tinha terminado todos os laços diplomáticos com a Polónia sobre a região de Vilnius. As negociações paralisadas foram encaminhadas à Liga das Nações. A comissão de três membros, presidida pelo americano Norman Davis, preparou a convenção final que foi assinada pela Grã-Bretanha, França, Itália, Japão e Lituânia em maio de 1924.  A região de Klaipėda tornou-se uma região autônoma sob soberania incondicional da Lituânia. A região tinha ampla autonomia legislativa, judicial, administrativa e financeira e elegeu o seu próprio parlamento local. O porto de Klaipėda foi internacionalizado permitindo a liberdade de trânsito. A convenção foi saudada como uma grande vitória diplomática lituana, uma vez que não continha nenhum dos direitos especiais inicialmente reservados à Polónia  e não impunha condições à soberania lituana na região.  No entanto, a convenção limitou severamente os poderes do governo lituano e causou debates frequentes sobre a relação entre as autoridades centrais e locais.  Na década de 1920, as relações entre a Lituânia e a Alemanha sob o comando do ministro das Relações Exteriores, Gustav Stresemann, eram bastante normais. No entanto, as tensões começaram a aumentar depois que Adolf Hitler chegou ao poder. As fraquezas da convenção foram exploradas pela Alemanha Nazista quando apoiou atividades anti-lituanas e fez campanha pela reincorporação da região na Alemanha. Isto culminou num ultimato de 1939, que exigiu com sucesso que a Lituânia desistisse da região de Klaipėda sob ameaça de invasão. 

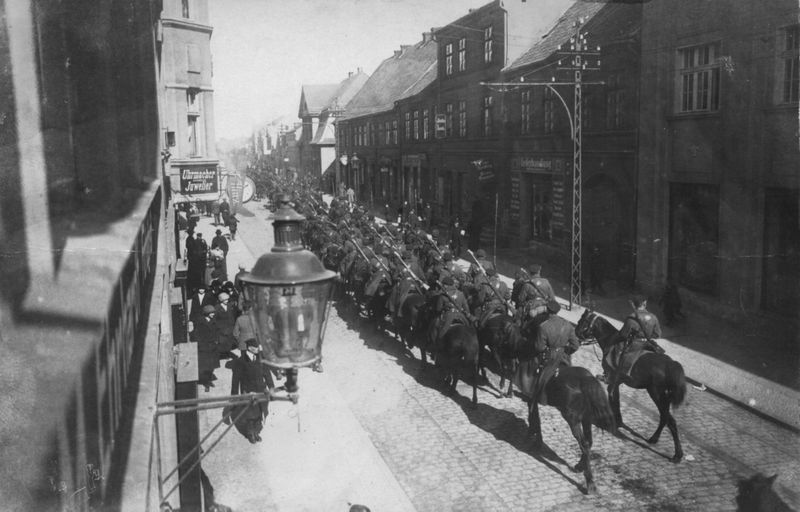
Soldados do exército lituano andando a cavalo em Klaipėda, 1923
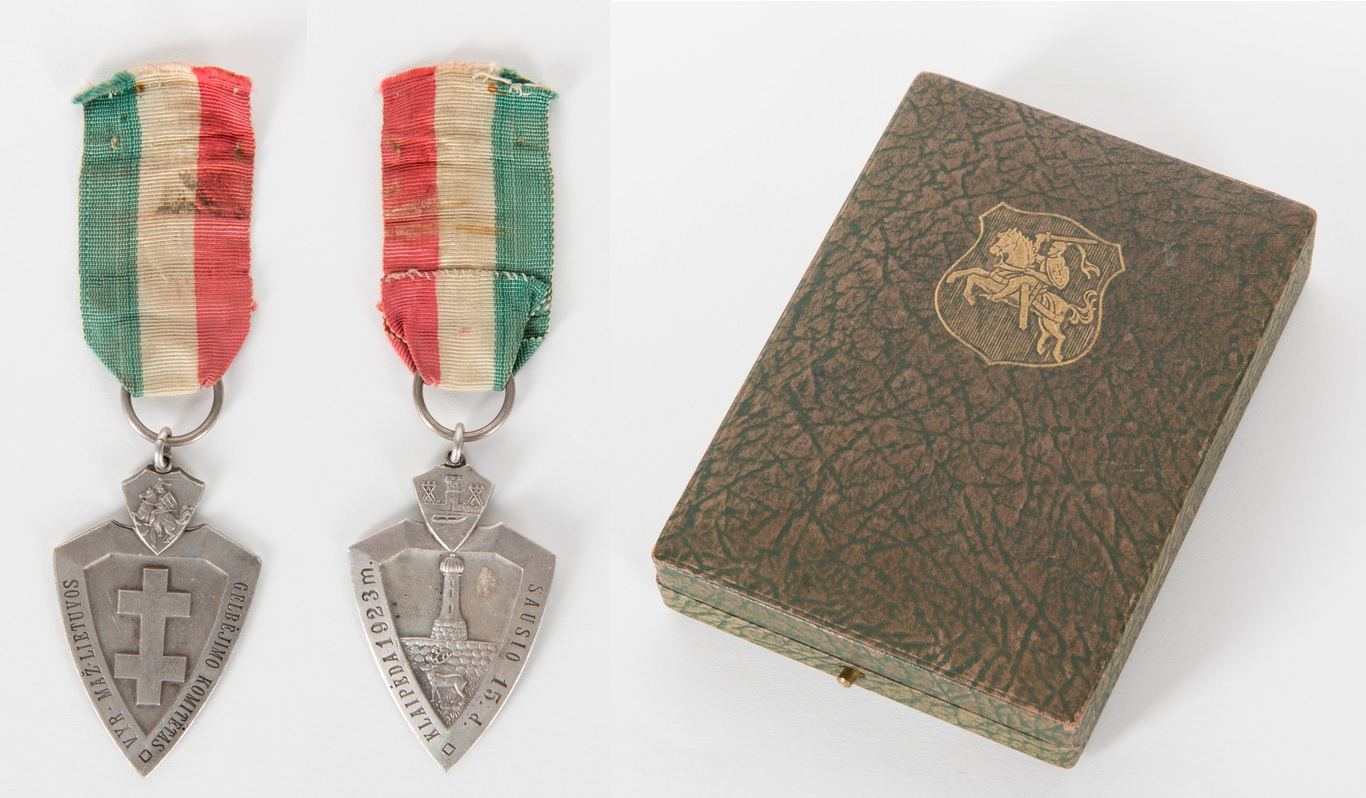
Medalha lituana com caixa dedicada à Revolta de Klaipėda, 1923
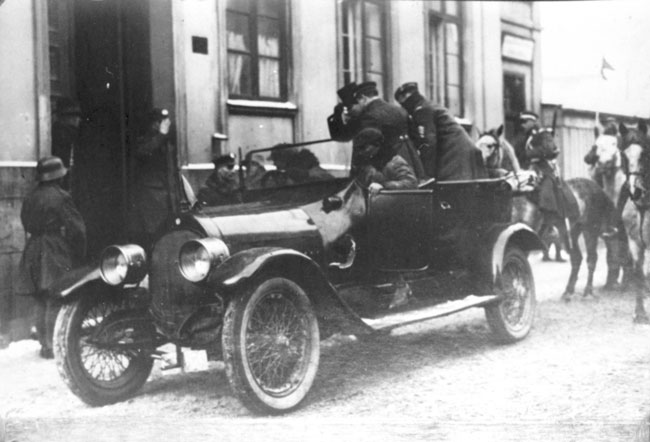
O comandante militar da revolta Jonas Budrys, o alto comissário e os oficiais do exército lituano chegam a Klaipėda em 1923
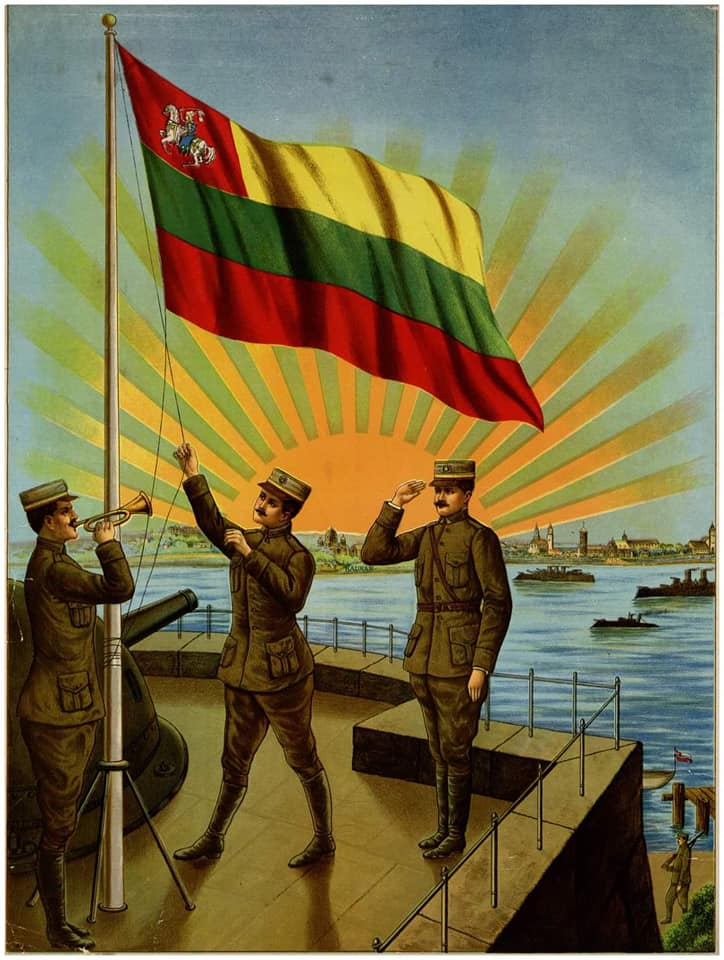
Pôster dos lituanos-americanos, 1923

### Outras línguas
- Butkevičius, Algirdas (17 de maio de 2010). «Nepalaužtas kančių ir neteisybės». Šiaurės rytai (em lituano). ISSN 1392-9240. Arquivado do original em 22 de julho de 2011
- Čepėnas, Pranas (1986). Naujųjų laikų Lietuvos istorija (em lituano). II. Chicago: Dr. Kazio Griniaus Fondas. OCLC 3220435
- Clinchant, Georges; Aloisi, Pompeo; Fry, Basil Homfray (1923). «Rapport adressé à la Conférence des ambassadeurs par la Commission extraordinaire de Memel» (PDF). Question de Memel: documents diplomatiques (em francês). 1. Kaunas: République de Lithuanie. Ministére des Affaires Étrangères. OCLC 14979637
- Gliožaitis, Algirdas Antanas (2003a). «Klaipėdos kraštas». Mažosios Lietuvos enciklopedija (em lituano). 2. Vilnius: Mokslo ir enciklopedijų leidybos institutas. ISBN 5-420-01470-X
- Gliožaitis, Algirdas Antanas (2003b). «Klaipėdos krašto konvencija». Mažosios Lietuvos enciklopedija (em lituano). 2. Vilnius: Mokslo ir enciklopedijų leidybos institutas. ISBN 5-420-01470-X
- Gliožaitis, Algirdas Antanas; Šukienė, Roma (2009). «Šilutės seimo deklaracija». Mažosios Lietuvos enciklopedija (em lituano). 4. Vilnius: Mokslo ir enciklopedijų leidybos institutas. ISBN 978-5-420-01470-7
- Jurgėla, Petras (1990) [1935]. Sparnuoti lietuviai Darius ir Girėnas (em lituano). Vilnius: Lietuvos žurnalistų sąjunga. OCLC 23442034
- Kažukauskas, Vytautas (janeiro de 2003). «Visa Lietuvių tauta atsiėmė Klaipėdą». Vytautai (em lituano). 1. Arquivado do original em 28 de setembro de 2011
- Liekis, Šarūnas (2010). 1939: the year that changed everything in Lithuania's history. Col: On the boundary of two worlds. 20. [S.l.]: Rodopi. ISBN 978-90-420-2762-6
- Lukšas, Aras (16 de janeiro de 2009). «Klaipėdos sukilimas: faktai ir versijos». Lietuvos žinios (em lituano). 12 (12239). ISSN 1822-1637. Arquivado do original em 22 de julho de 2011
- Migliorini, Elio (1937). Finlandia e stati Baltici (em italiano). [S.l.]: Istituto per l'Europa Orientale. OCLC 23508134
- Safronovas, Vasilijus (2009a). «Der Anschluss des Memelgebietes an Litauen» (PDF). Annaberger Annalen (em alemão). 17. ISSN 0949-3484
- Safronovas, Vasilijus (2009b). «Vyriausias Mažosios Lietuvos gelbėjimo komitetas». Mažosios Lietuvos enciklopedija (em lituano). 4. Vilnius: Mokslo ir enciklopedijų leidybos institutas. ISBN 978-5-420-01470-7
- Senn, Alfred Erich (1966). The Great Powers, Lithuania and the Vilna Question 1920–1928. Col: Studies in East European history. 11. [S.l.]: E.J. Brill. OCLC 398265
- Šilas, Vytautas (2003). «Klaipėdos krašto sukilimas». Mažosios Lietuvos enciklopedija (em lituano). 2. Vilnius: Mokslo ir enciklopedijų leidybos institutas. ISBN 5-420-01470-X
- Turčinavičius, Vladas (21 de janeiro de 2010). «Drąsiausias Lietuvos politinis–karinis žygis». Mažoji Lietuva. ISSN 2029-3542. Arquivado do original em 22 de julho de 2011
- Vaitiekūnas, Vytautas (dezembro de 1957). «The Continuity of Lithuania's Statehood». Lituanus. 4 (13). ISSN 0024-5089. Consultado em 3 de julho de 2021. Arquivado do original em 9 de julho de 2021
- Vareikis, Vygandas (2000). «Die Rolle des Schützenbundes Litauens bei der Besetzung des Memelgebietes 1923» (PDF). Annaberger Annalen (em alemão). 8. ISSN 0949-3484
- Vareikis, Vygandas (2008). «Sukilėliai, šauliai, savanoriai» (PDF). Acta Historica Universitatis Klaipedensis (em lituano). XVII. ISSN 1392-4095. Arquivado do original (PDF) em 22 de julho de 2011
- Vareikis, Vygandas (2009). «Klaipėdos krašto užėmimas: dokumentai prieš mitus». Kultūros barai (em lituano). 2. ISSN 0134-3106. Consultado em 24 de janeiro de 2011. Arquivado do original em 6 de março de 2011
- Žostautaitė, Petronėlė (1992). Klaipėdos kraštas: 1923–1939 (em lituano). [S.l.]: Mokslas. ISBN 978-5-420-00724-2